# Энмелен (река)
Энмелен (Энмыльин, Энмылвээм) — река на Дальнем Востоке России, протекает по территории Провиденского района Чукотского автономного округа.

## Гидроним
Название реки от чукотского энмылъын – «скальный».

## Гидрография
Река берёт начало у подножия сопки Чумазик, впадает Анадырский залив Берингова моря между посёлком Энмелен и 1 избушкой (Валкалтын). Длина реки 54 км. 
Течение реки быстрое, на всём протяжении реки встречаются перекаты,  русло неглубокое, дно каменистое. В нижнем течении из-за большого наноса грунта образуются многочисленные осерёдки. Во время приливов уровень воды в устье поднимается на 0,5 м, но вода остаётся пресной. Брод через реку в этом месте возможен только во время отлива.
Питание реки смешанное, снеговое и дождевое. Половодье происходит в конце мая – начале июня. Летом, после дождей, проходят кратковременные паводки. Зимой на реке образуются наледи, река не перемерзает.
По берегам растут арктическая ива, карликовая берёза, дикий лук, иван-чай, мытэт,  рмаут.

### Притоки
- Кайтрет (Кайытъырэт) (левый, 7 км от устья)
- Эттрет (левый, 8 км от устья)
- Орвин (Орвын) (правый, 14 км от устья)
- Энмелювээм (левый, 26 км от устья)
- Левый Энмелен (левый, 32 км от устья)

## Ихтиофауна
В Энмелене обитают голец, мальма, заходят на нерест нерка, кижуч, горбуша, серебрянка. 

## Данные водного реестра
По данным государственного водного реестра России относится к Анадыро-Колымскому бассейновому округу, водохозяйственный участок реки — Бассейны рек Берингова моря от мыса Дежнева до северо-восточной границы бассейна р. Анадырь. Речной бассейн реки — Бассейны рек Берингова моря (от Чукотки до Анадыря).
Код объекта в государственном водном реестре — 19040000112119000096884.